# 호세 노리에가 아궤라
호세 노리에가 아궤라(José Noriega Agüera, 1920년 7월 24일 ~ 2006년 3월 16일)는 스페인의 가수이다.